# Ponerologia
Ponerologia, altresì detta scienza del male (dal greco πονηρός=male e -λογία, -logia, "studio"), è il nome derivato dalla teologia dallo psichiatra polacco Andrzej Łobaczewski utilizzato per definire la disciplina derivante dalla congiunzione di psichiatria, psicologia e sociologia, il cui oggetto di studio è la definizione e l'identificazione nelle dinamiche dell'ingiustizia sociale, partendo dalle più ampie considerazioni sulle evidenze sociali, per giungere alla classificazione clinica della dinamica psicopatologica. La ponerologia si applica a tutte le strutture di potere gerarchico esistenti. La ponerologia si definisce quindi come una branca della Psicologia sociale.
Questa disciplina fa uso degli strumenti propri della psicologia, della psicopatologia, della sociologia, della filosofia e della storiografia per spiegare fenomeni quali le guerre di aggressione, la pulizia etnica, il genocidio e lo stato di polizia. La teoria e la ricerca originaria fu realizzata da psicologi e psichiatri in Polonia, Cecoslovacchia ed Ungheria durante gli anni dell'occupazione sovietica.

## Dinamica psicosociale
(Andrzej M. Łobaczewski, ponerology.com)
Secondo Andrzej Łobaczewski, ogni società attraversa fasi alterne definite "tempi felici", o tempi di prosperità nei quali, partendo da uno stato di sostanziale equilibrio psicologico, etico e morale della popolazione nel suo complesso, tali connotazioni cessano lentamente di rappresentare i valori sociali dominanti, cedendo gradualmente spazio ed accettando attitudini antisociali perpetrate da individui con determinate caratteristiche psicopatologiche, capaci di catalizzare ed orientare attorno a sé e secondo modalità socialmente lesionistiche e distruttive il consesso sociale, fino al raggiungimento di una condizione conclamata, definita di "tempo infelice" e causa del male nell'uomo come estremizzazione culturale e sociale nel popolo come la realtà che insorge il mondo come la stupidità ed emerge nell'ignoranza.
Durante questa successiva fase, promotori sempre più determinati verso un rinnovato equilibrio sociale costruttivo, provenienti dalle schiere di intellettuali o individui - anche anonimi - della società civile, si rendono soggetti attivi di una conoscenza diffusa e specifica per il ristabilimento dell'ordine sociale e di condotte mentali salutari, seppur avvertite inconsciamente sul piano etico, conformando rinnovati valori sociali, caratterizzati da propensioni all'empatia, alla collaborazione, all'asserzione del concetto di bene, comportando, in ultima analisi, ripercussioni positive sul piano morale e riorientamento in senso costruttivo dell'intera società. Si noti che l'accezione "tempi felici" non implica il concetto di avanzamento morale o tecnologico di una società come sotteso dal positivismo, quanto più del concetto di ciclo nel pensiero di Giovanbattista Vico: Łobaczewski chiarifica espressamente, sottolineando come la prosperità nei "tempi felici" possa essere di fatto il precursore dell'oppressione successiva.
Łobaczewski riassume le numerose caratteropatie (disturbo antisociale di personalità secondo la nomenclatura occidentale) specifiche: la psicologia e psichiatria occidentali contemporanee hanno riscontrato e confermato tali disturbi antisociali e personalità, seppur con differente denominazione e nomenclatura, quali psicopatia, disturbo antisociale di personalità.
I soggetti di tipo psicopatici essenziali sono coloro che in ultima analisi catalizzano e concretizzano la condizione di patocrazia conclamata e quando contemporaneamente la maggior parte della società raggiunge livelli di guardia minimi contro la diffusione dei disturbi di condotta, dell'immoralità, di altruismo.
Dal punto di vista sociologico equivale alla riduzione diffusa della moralità in favore del progressivo aumento degli effetti della condotta di individui affetti da disturbi comportamentali; i soggetti psicopatici (0,6% della popolazione umana) catalizzano e si circondano di individui affetti da soggetti sociopatici (2,5% circa della popolazione), generando comportamenti socialmente deviati in grado di catalizzare una popolazione non definita né stabile di ulteriori individui con disturbi psicologici più lievi e/o transitori, fino alla soglia del 5,5-6% della popolazione. Al raggiungimento di tale soglia, l'intera società in oggetto (circa 85%) subisce una decisa deriva patocratica: i soggetti psicopatici e sociopatici infiltrano le istituzioni di una nazione, sovvertono i valori morali prevalenti attraverso un sistema di sostituzione con i loro opposti (es: missione di pace in luogo di guerra), l'introduzione di neologismi nella comunicazione politica e pubblica veicolata dai media nazionali principali, l'uso costante e reiterato di paralogica e paramoralismo nell'ambito di una dimensione distopica in luogo di autentica e genuina logica e morale (si veda Bispensiero e Neolingua nel romanzo 1984 di George Orwell).
Esistono numerose e classificate condizioni patocratiche descritte da Łobaczewski.
Quando la progressione patocratica giunge all'ultimo stadio, essa stessa deperisce a causa delle forze stabilizzanti congenite nel tessuto umano e sociale della maggior parte della popolazione: sebbene una minoranza è infatti suscettibile all'influsso patocratico, la maggioranza tende spontaneamente a resistervi.
I primi soggetti che saranno indotti alla resistenza sono, secondo Łobaczewski, i primi ad aver subito il trauma psicologico conseguente all'esposizione agli effetti deleteri delle condotte patocratiche, sviluppando dapprima una forma d'immunità istintiva (maggior sviluppo empatico), -successivamente - attraverso la creazione di reti informali tra i soggetti via via meno danneggiati di mutuo supporto e collaborazione (basate sugli effetti della comunicazione empatica, di cui i soggetti psicopatici sono totalmente o quasi totalmente sprovvisti per causa quasi esclusivamente genetica, mentre per i soggetti sociopatici tale funzione risulta alterata) fino alla soglia del 5,75% della popolazione totale, tasso oltre il quale il rimanente 85% della popolazione subisce un riallineamento in direzione di valori e attitudini collaborative. Il compimento di un ciclo patocratico può espletarsi nell'arco di tre generazioni umane, pari indicativamente a 70 anni.
Il fenomeno pare essere stato confermato (2010), in particolare dai lavori di Christakis e Fowler.
Nicholas A. Christakis è un medico statunitense e scienziato sociale conosciuto per le sue ricerche sui social network e sui determinanti socioeconomici e biosociali di comportamento, salute e longevità.
James H. Fowler  è uno scienziato sociale americano specializzato in reti sociali, cooperazione,  partecipazione politica e genopolitica o studio delle basi genetiche del comportamento politico.

Łobaczewski asserisce che l'eziologia patocratica sia quasi totalmente di carattere bio-genetico.

## Risoluzione
Tema centrale dell'opera di Łobaczewski è che se il genere umano intende sopravvivere e fiorire, è necessario che impari ad individuare e gestire psicopatia - e sociopatie - assieme ai suoi portati ponerologici e distruttivi; positiva e sincera collaborazione, altruismo, generosità, empatia, perdono, fede, tolleranza, spirito di abnegazione personale in favore della collettività sono gli elementi connaturati nella società umana per la difesa di sé stessa e alla base di un suo migliore assetto evolutivo futuro.

## Ponerologia, libero arbitrio e teodicea
La ponerologia, che si esprime su un piano psicologico e sociale, sviluppa necessariamente portati sul piano etico che, a sua volta, condiziona di riflesso la morale (morale corrente) e quindi la società.
Etica si riferisce, nelle scienze umanistiche, alla scelta dell'individuo in merito al bene per sé e per gli altri, a lungo termine, anche qualora questa comporti l'abnegazione dell'individuo che la compie. Ha una connotazione più prettamente scientifica. Al contrario, la morale, identifica l'insieme delle proposizioni che un consesso d'individui pone a misura delle proprie scelte tra gli individui. Ha una connotazione più prettamente sociale e religiosa.
La ponerologia negherebbe il concetto di libero arbitrio poiché i soggetti patologici e la popolazione risultano inconsapevoli mentre, nei soggetti ristabilizzanti, - qualora in possesso di attitudine etica -, l'unica scelta possibile è la tutela e cura quotidiana della società.